# Бердичевский трамвай
Бердичевский трамвай — трамвайная система на конной тяге, действовавшая в городе Бердичев с 1892 по 1921 год.

## История
В 1889 году опекунское управления Бердичева подписало контракт с инженерами Гилевичем, Селецким и Сучковым на строительство в городе путей городской железной дороги. Весной 1892 года начались строительные работы.
Движение было открыто 5 августа 1892 года  по однопутной линии с разъездами. Единственная линия пролегала от железнодорожного вокзала по улице Белопольской к монастырю кармелитов и заканчивалась у моста через р.Гнилопять. На линии протяженностью 3 км работали 6 однолошадных вагонов, стоимость проезда составляла 5 копеек. В 1897 году конка перешла к бельгийскому трамвайному тресту Эдуарда Эмпена. Позже, в 1913 году, планировалось начать электрификацию лиини, однако этим планам помешала война. Линия электрифицирована не была.
Окончательно система закрыта в 1921 году.

## Ссылка
- Бердичевский конный трамвай на сайте «Горэлектротранс». Архивировано 31 января 2013 года.

## Источник
- Електротранспорт України: Енциклопедичний путівник / Сергій Тархов, Кость Козлов, Ааре Оландер. — Київ: Сидоренко В. Б., 2010. — 912 с.: іл., схеми. — ISBN 978-966-2321-11-1.